# Fernando Leal
Fernando Leal (Mexico, 1896 — Mexico, 1964) est un peintre et graveur mexicain.
Il est l'un des premiers peintres du mouvement muraliste mexicain qui a débuté dans les années 1920.
Il a notamment peint Los danzantes de Chalma (Les danseurs de Chalma) et une fresque sur la vie de Simón Bolívar dans l'amphithéâtre Simón Bolívar (es), ainsi que plusieurs peintures murales sur des thèmes religieux, comme celles de la chapelle du Cerrito (es) du Sanctuaire Notre-Dame-de-Guadalupe de Mexico dédiée à Notre-Dame de Guadalupe.

## Biographie

### Jeunesse et formation
Fernando Leal naît à Mexico le 26 février 1896.
Il étudie l'art à l'Académie de San Carlos puis à l'Escuela al Aire Libre de Coyoacán (École à l'air libre de Coyoacán) avec le professeur Alfredo Ramos Martínez (es),. Il a notamment comme camarades Gabriel Fernández Ledesma, Ramón Alva de la Canal et Fermín Revueltas (es).

### Carrière
Leal est l'un des tout premiers muralistes du Mexique, faisant partie d'un mouvement qui a vu le jour dans les années 1920,. En 1921, le secrétaire à l'éducation José Vasconcelos visite l'école de Coyoacán. Un tableau de chevalet de l'artiste intitulé Zapatistas descansando, peint cette année-là, attire son attention. Leal lui explique que les images de populations indigènes, aux détails réalistes et exécutées à l'aide de techniques de peinture européennes, répondent aux besoins de Vasconcelos. Celui-ci demande à Leal de peindre une fresque sur les murs de l'école préparatoire. Leal est ensuite recruté par Vasconcelos avec d'autres artistes, parmi lesquels Diego Rivera, Xavier Guerrero, Amado de la Cueva (en), Jean Charlot, David Alfaro Siqueiros, pour peindre pour le gouvernement post-révolutionnaire et contribuer à créer un « nouveau sentiment de l'identité mexicaine ».

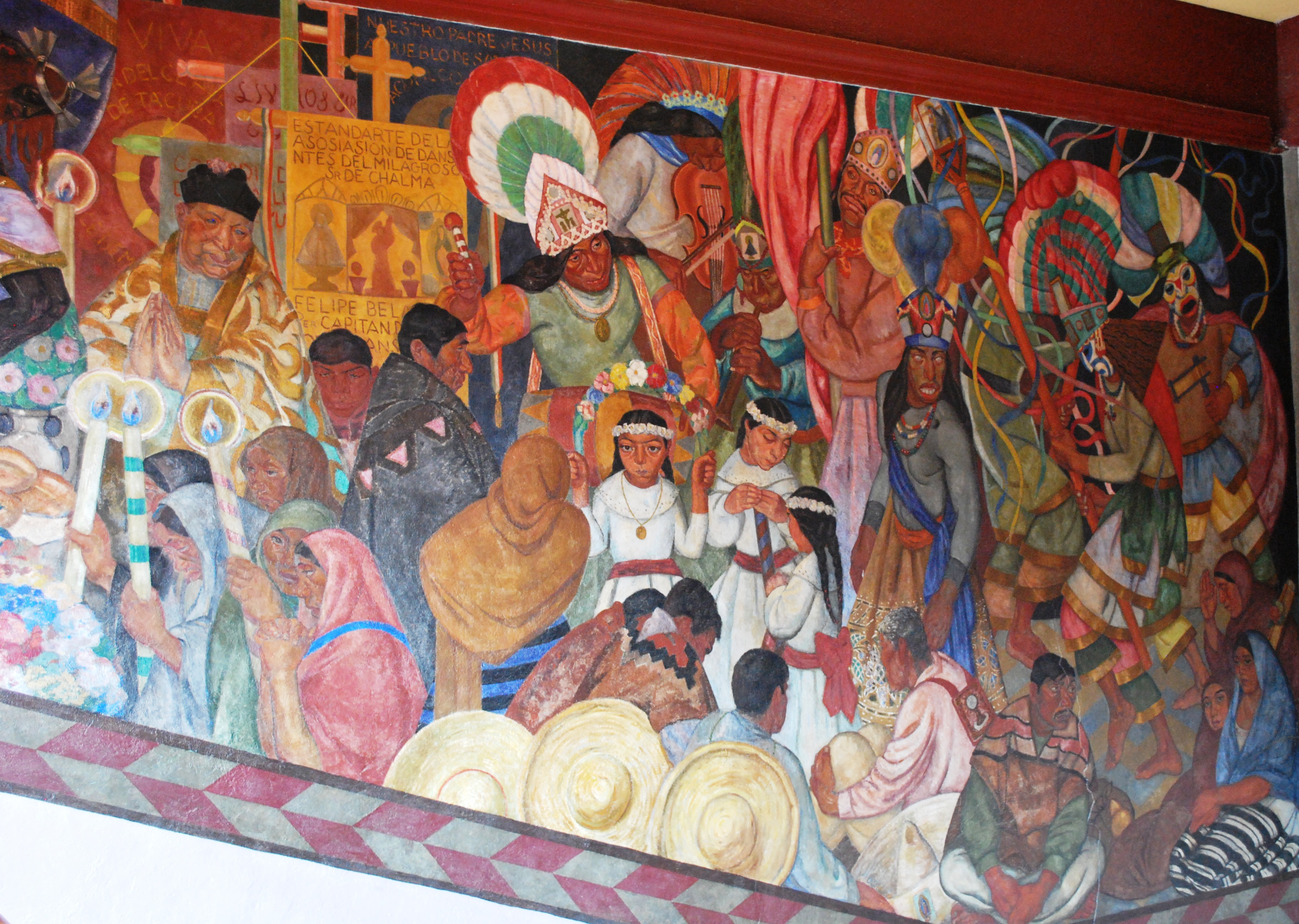
La fiesta del Señor de Chalma dans le Collège San Ildefonso de Mexico.

La première peinture murale qu'il réalise est Los danzantes de Chalma (Les danseurs de Chalma) à l'Escuela Nacional Preparatoria (École nationale préparatoire, l'actuel Collège San Ildefonso de Mexico),. Leal en choisit le thème : cette fresque à l'encaustique montre l'exécution d'un rituel dans la ville sanctuaire de Chalma (es), dans une fusion de rites catholiques et indigènes. La peinture est de style naturaliste avec une simplification des formes à la manière postimpressionniste. En face de cette peinture murale se trouve La conquista de Tenochtitlán (La conquête de Tenochtitlán) de Jean Charlot, que Leal est invité à peindre.
L'autre œuvre célèbre de Leal est une fresque de l'amphithéâtre Simón Bolívar (es), réalisée entre 1930 et 1933. Elle est remarquable pour sa représentation de la vie de Simón Bolívar,. Dans cette fresque, Leal combine histoire et fantaisie dans la scène principale de Bolívar à cheval. À ses pieds, la violence de la lutte pour la liberté est montrée, et il présente des indigènes qui sont les muses ou l'inspiration du héros.

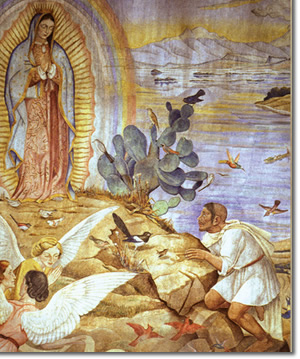
Détail de la fresque représentant l'apparition de Notre-Dame de Guadalupe.

En 1943, il peint deux panneaux à la gare de San Luis Potosí, intitulés El triunfo de la locomotora (Le triomphe de la locomotive) et La edad de la máquina (L'âge de la machine). Le premier montre un contraste entre les formes anciennes et modernes de voyage ; l'ancienne manière, à pied et à dos d'âne ou de cheval, représente des agressions et d'autres scènes violentes, tandis que le train est représenté dans sa faculté de parcourir de longues distances. À San Luis Potosí, il peint la coupole de l'église de San Juan de Dios, avec une œuvre intitulée La protección de la Virgen a Santo Domingo (La protection de la Vierge à Saint-Domingue). En 1949, il a réalisé sept peintures murales dans la chapelle du Cerrito (es) du Sanctuaire Notre-Dame-de-Guadalupe de Mexico, qui racontent l'histoire de l'apparition de Notre-Dame de Guadalupe.
Leal a peint d'autres peintures murales qui n'ont pas survécu, comme les fresques au ministère de la Santé (1927), celle de l'Institut national du Panama intitulée Neptuno encandenado (Neptune enchaîné), une critique de l'impérialisme, a également été détruite,.
Par ailleurs, Fernando Leal enseigne la peinture à l'Académie de San Carlos puis est nommé directeur du Centro Popular de Pintura (Centre populaire de peinture) à Nonoalco en 1927. Sa mission est de rendre l'art accessible à la classe ouvrière. En 1952, il est nommé ministre de la culture et, en 1959, il fait campagne pour les droits des artistes. Il devient également directeur de l'École à l'air libre de Coyoacán.
Leal est l'un des fondateurs du groupe ¡30-30! qui publie un document s'opposant à l'idéologie académique de l'art, et participé aux expositions du groupe à partir de 1929,. Il est aussi occasionnellement critique d'art et publie en 1952 El derecho de la cultura. Il écrit également une histoire inachevée de l'Académie de San Carlos,.

### Dernières années
Fernando Leal meurt à Mexico le 7 octobre 1964.
Il laisse un fils, Fernando Leal Audirac (es), qui est également un peintre mexicain notable.

## Œuvre
Bien que Fernando Leal soit surtout connu pour ses peintures murales, il produit également des gravures sur bois notables, des lithographies et des peintures sur toile,. Ses peintures sont exposées au Musée d'art moderne, notamment El hombre de la tuna (L'homme du thon) et Campesinos con sarape (Paysans avec sarape).
Leal est l'un des premiers Mexicains à utiliser plusieurs techniques différentes et à créer de petits modèles de ses œuvres afin d'étudier la meilleure façon d'exécuter ses œuvres monumentales. Il utilise généralement la peinture à l'encaustique dans ses peintures murales, ce qui donne des couleurs riches et transparentes, avec des dégradés subtils et sans fort clair-obscur.
Il est connu pour son utilisation de la couleur et des images de la culture rurale et populaire mexicaine. Ses sujets sont en grande partie des traditions populaires et des personnages bibliques, et il est l'un des premiers à utiliser des thèmes indigènes pour des œuvres monumentales,. Son œuvre présente une synthèse des formes dans les styles de Saturnino Herrán, en évitant les allégories, typiques de l'école réaliste mexicaine de peinture. Son style artistique se situe entre le baroque et le classique, mais avec l'utilisation de couleurs vives ; la base de ses œuvres est classique mais la répétition des formes est baroque. Cependant, ses œuvres sur toile tendent à être stylisées, avec une simplification des formes caractéristique d'un style postimpressionniste.